# AGGM Austrian Gas Grid Management
Die AGGM Austrian Gas Grid Management AG ist seit 1. Juni 2017 Marktgebietsmanager im österreichischen Gasmarktgebiet Ost, das sämtliche Bundesländer mit Ausnahme Tirols und Vorarlbergs umfasst. In dieser Funktion, die sie von der Gas Connect Austria GmbH (GCA) übernommen hat, ist sie für das Management der internationalen Gastransitleitungen (Fernleitungen) zuständig, die derzeit ausschließlich durch Ostösterreich verlaufen. In den Bundesländern Tirol und Vorarlberg bestehen keine Fernleitungen. Daher wurde für sie gemäß den Vorschriften des Gaswirtschaftsgesetzes kein Marktgebietsmanager benannt. Überdies ist die AGGM seit 2013 der sogenannte Verteilergebietsmanager in Österreich. Als solcher stellt sie sicher, dass alle Erdgasverbraucher im gesamten Bundesgebiet von ihrem jeweiligen Versorger mit den von ihnen benötigten Erdgasmengen beliefert werden können. Die AGGM steuert den Erdgasfluss in jenen Gasleitungen, in denen das Gas innerhalb Österreichs überregional verteilt wird („Verteilerleitungsanlagen der Netzebene 1“). Sie spielt damit eine zentrale Rolle für das Funktionieren des Erdgasmarktes in Österreich. Der Sitz der AGGM ist der Florido Tower im Wiener Gemeindebezirk Floridsdorf.

## Aufgaben und Ziele des Marktgebietsmanagers und des Verteilergebietsmanagers
Die AGGM erfüllt die ihr gemäß den §§ 14 und 18 Gaswirtschaftsgesetz 2011 (GWG 2011) sowie die gemäß Energielenkungsgesetz übertragenen Aufgaben. Als österreichisches Unternehmen mit Sitz in Wien ist die AGGM der Liberalisierung des österreichischen Erdgasmarktes im Sinne des GWG 2011 verpflichtet und nimmt die unternehmerische Verantwortung in diesem Sinne wahr.
Als Marktgebietsmanager stellt sie sicher, dass alle Marktteilnehmer zu gleichen Bedingungen Zugang zum Virtuellen Handelspunkt haben und somit in Österreich mit Erdgas handeln sowie das Gas durch Österreich transportieren können. Eine weitere wichtige Aufgabe in dieser Funktion ist die Erstellung eines Ausbauplans für die Fernleitungen (Koordinierter Netzentwicklungsplan, KNEP) für die kommenden 10 Jahre, der jährlich zu aktualisieren ist. Dabei stützt sich die AGGM auf die Prognosen der Betreiber der Fernleitungen über die künftig benötigten Transportkapazitäten sowie auf ihre eigenen Prognosen hinsichtlich des Gasbedarfs in Österreich.
Als Verteilergebietsmanager überwacht und stabilisiert die AGGM das Verteilergebiet, also jenen Teil des österreichischen Gasnetzes, der der Versorgung von Österreich dient. Zu ihren wichtigsten Pflichten gehört die Gewährung des „Netzzugangs“ im Rahmen des Kapazitätsmanagements. Im Rahmen des „Netzzugangs“ ermöglicht die AGGM in enger Zusammenarbeit mit den Verteilernetzbetreibern den Erdgasversorgern Erdgas für ihre Kunden in das überregionale innerösterreichische Gasnetz einzuspeisen und Erdgasverbrauchern das von ihnen benötigte Gas aus dem Netz zu entnehmen.
Zusätzlich verpflichtet das Gaswirtschaftsgesetz die AGGM, eine Langfristige Planung (LFP) für den Ausbau der Verteilerleitungsanlagen der Netzebene 1 innerhalb der jeweils kommenden 10 Jahre zu erstellen. Die LFP ist jährlich zu aktualisieren und muss von der Regulierungsbehörde Energie-Control Austria AG (E-Control bzw. ECA) genehmigt werden. Bei der Erstellung der LFP arbeitet die AGGM eng mit der Gas Connect Austria, die für die internationalen Gastransitleitungen (Fernleitungen) zuständig ist, sowie den Verteilernetzbetreibern, die die regionalen Erdgasnetze in den einzelnen Bundesländern managen, zusammen.
Eine weitere wichtige Aufgabe der AGGM ist das Krisenmanagement in Engpasssituationen. Solche Situationen können unter anderem bei Naturkatastrophen auftreten, aber auch, wenn Gaslieferungen aus dem Ausland aus technischen oder sonstigen Gründen über längere Zeit eingeschränkt oder unterbrochen werden.
Die AGGM wurde mit der Novelle zum Gaswirtschaftsgesetz 2011 (GWG) mit der Beschaffung und Verwaltung der österreichischen strategischen Gasreserve beliehen (BGBl. I Nr. 38/2022). Im Rahmen eines marktbasierten, transparenten, nichtdiskriminierenden und öffentlichen Ausschreibungsverfahrens sollen 12,6 TWh Gas aus Bundesmitteln beschafft werden, um die Versorgungssicherheit in den österreichischen Marktgebieten Ost, Tirol und Vorarlberg zu erhöhen. Die strategische Gasreserve ist in Speicheranlagen vorzuhalten, die für eine unmittelbare Ausspeisung in das Marktgebiet Ost genutzt werden können. Die Vorhaltung für die Marktgebiete Tirol und Vorarlberg kann auch in Speicheranlagen erfolgen, die an benachbarte Marktgebiete angeschlossen sind.
Die AGGM hat zum Zweck der ausschließlichen Wahrnehmung dieser Aufgaben eine Tochtergesellschaft, die ASGM Austrian Strategic Gas Storage Management GmbH, gegründet.
Die erste Ausschreibung für die Beschaffung der strategischen Reserve wurde bereits abgeschlossen.

## Geschichte
Im Juni 1998 erging die erste Richtlinie des Europäischen Parlaments und des Rat der Europäischen Union zur Schaffung eines EU-weiten Marktes für Erdgas. Schrittweise sollte im Zuge dieser Marktöffnung bzw. Liberalisierung allen Erdgaskunden ermöglicht werden, ihren Gaslieferanten frei zu wählen. Durch eine strenge Trennung von Gashändlern und Gasnetzbetreibern ist die Basis für einen wettbewerbsorientierten Markt seit dem 1. Oktober 2002 gegeben. Da die Belieferung mit Erdgas nur über Leitungsnetze möglich ist, war es notwendig, die Steuerung dieser Netze an neutrale Gesellschaften auszulagern, die unabhängig von einem bestimmten Gaslieferanten agieren.
Aus diesem Grund wurde seitens der damaligen OMV Erdgas GmbH (nunmehr Gas Connect Austria GmbH) die AGGM Austrian Gas Grid Management AG eingerichtet. Sie nahm am 1. Jänner 2003 ihre unabhängige Betriebstätigkeit auf und war dafür zuständig, in der sogenannten „Regelzone Ost“ (ganz Österreich mit Ausnahme Tirols und Vorarlbergs) die überregionalen Gastransporte innerhalb Österreichs zu managen und die dafür notwendigen innerösterreichischen Leitungen zu steuern. In dieser Funktion war die AGGM der sogenannte „Regelzonenführer“ in der Regelzone Ost.
In den folgenden Jahren kam die EU-Kommission zu der Ansicht, dass strengere Regeln notwendig seien, um das Funktionieren des Wettbewerbs auf dem Gasmarkt sicherzustellen. Sie erließ daher zwei weitere Richtlinien zur Liberalisierung des Gasmarktes, zuletzt im Jahr 2009 mit dem „3. Energiebinnenmarktpaket“. Die darin enthaltenen Bestimmungen wurden in Österreich vor allem mit der Novelle des Gaswirtschaftsgesetzes im Jahr 2011 umgesetzt.
Dies brachte eine Reihe von Änderungen für den österreichischen Gasmarkt mit sich. Die wichtigste davon ist die Umstellung auf ein „Entry Exit Modell“ seit dem 1. Jänner 2013. Dieses Gas-Marktmodell sieht vor, dass ein Gaslieferant nicht mehr auf allen Gasleitungen bis hin zum Kunden die erforderliche Leitungskapazität reservieren muss, die er braucht, um die vom Kunden benötigten Gasmengen zu transportieren. Es genügt, diese Kapazität an jenen Punkten zu reservieren, an denen er das Gas in das innerösterreichische Leitungssystem einspeist und an denen seine Kunden es aus dem Leitungssystem entnehmen.
Im Zuge der Umstellung des Gas-Marktmodells in Tirol und Vorarlberg wurde der Zuständigkeitsbereich der AGGM auch auf diese beiden Bundesländer erweitert, so dass die AGGM nunmehr als österreichischer Verteilergebietsmanager für das gesamte österreichische Bundesgebiet verantwortlich ist. In Zusammenarbeit mit den deutschen und österreichischen Energiemarkt-Regulierungsbehörden sowie den regionalen Gasnetzbetreibern in Tirol, Vorarlberg und Deutschland setzte die AGGM das „Entry-Exit-Modell“ erstmals in Europa auch über Staatsgrenzen hinweg um.
Ein ähnliches Modell implementierte die AGGM per 1. Oktober 2016 für die Gasversorgung Liechtensteins sowie des Ostschweizer Kantons Graubünden.
Schon seit dem Inkrafttreten des geltenden Gaswirtschaftsgesetzes im Jahr 2011 gab es Diskussionen, die Funktionen des Marktgebietsmanagers und des Verteilergebietsmanagers im Marktgebiet Ost in einer Gesellschaft zusammenzufassen. Anfang 2017 wurde die AGGM von den Fernleitungsnetzbetreibern GAS CONNECT AUSTRIA GmbH und Trans-Austria Gasleitung GmbH als Marktgebietsmanager benannt. Die bescheidmäßige Genehmigung seitens der Regulierungsbehörde Energie-Control Austria (E-Control) erfolgte im Frühjahr 2017.

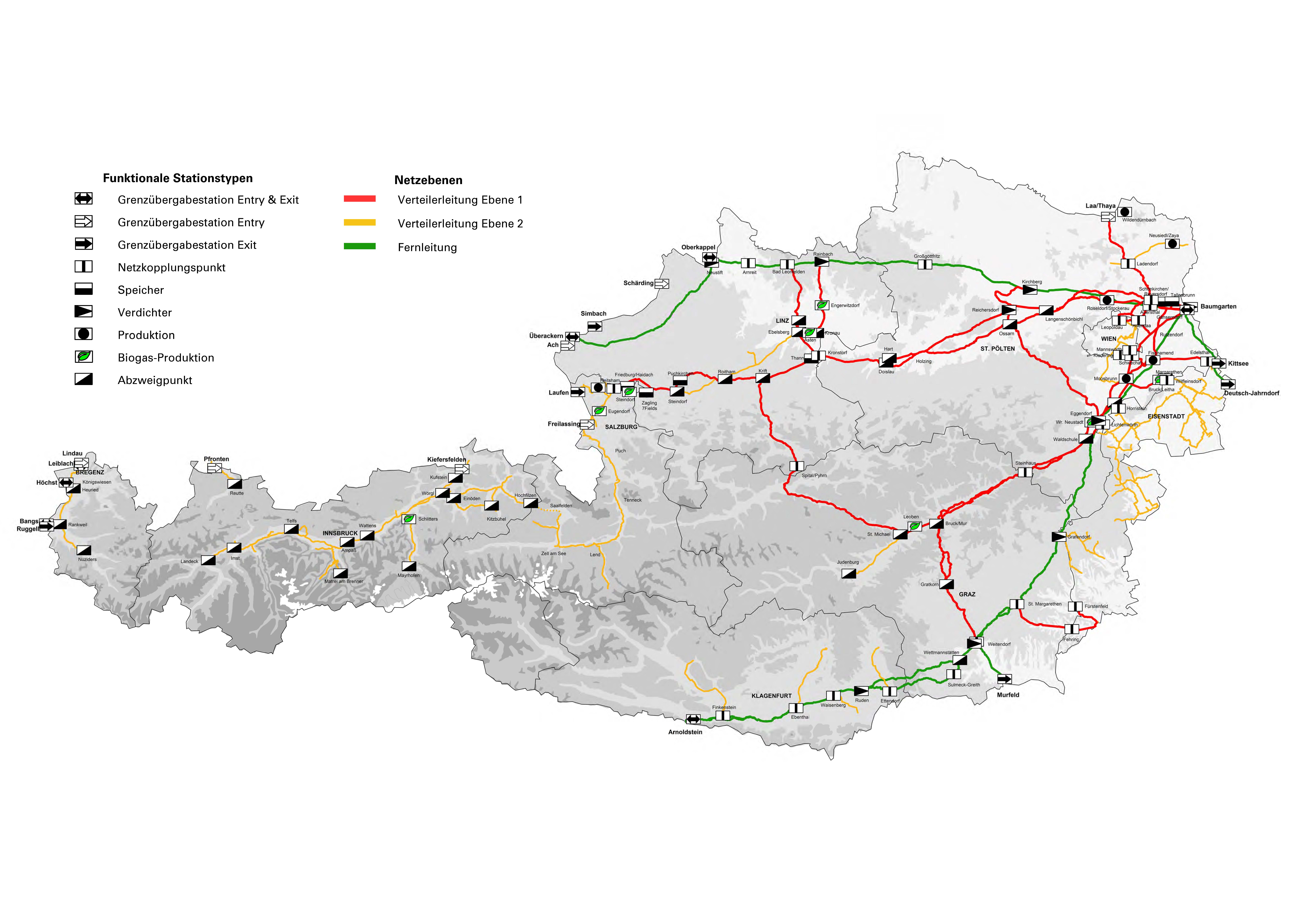
Das Netz der AGGM in der Übersicht

## Unternehmensdaten der AGGM Austrian Gas Grid Management AG
- Gründung: 2003

- Funktion: Marktgebietsmanager und Verteilergebietsmanager in Österreich

- Anzahl der Mitarbeiter: 31 (Stand: Juni 2022)

- Unternehmensstruktur:

- Aktiengesellschaft
  - Aufsichtsrat mit neun Mitgliedern
  - Vorstand mit zwei Mitgliedern

- Aktionärsstruktur (Stand 1. Jänner 2022)[9]
  - Gas Connect Austria GmbH (51 %)
  - Netz Niederösterreich GmbH (15 %)
  - Netz Oberösterreich GmbH (15 %)
  - Energienetze Steiermark GmbH (15 %)
  - TIGAS-Erdgas Tirol GmbH (2 %)
  - Vorarlberger Energienetze GmbH (2 %)

## Daten und Fakten zum österreichischen Erdgasmarkt
- Länge des Fernleitungsnetzes (Leitungsanlagen für Gasimporte und internationale Transite): ca. 1.700 km[10]

- Länge des Verteilernetzes auf Netzebene 1 (Leitungsanlagen, in denen das Gas innerhalb Österreichs überregional verteilt wird): ca. 1.660 km

- Maximaler Erdgasverbrauch im Verteilergebiet Ost: ca. 2,4 Mio. Normkubikmeter pro Stunde

- Maximaler Erdgasverbrauch in den Marktgebieten Tirol und Vorarlberg: ca. 166.000 Normkubikmeter pro Stunde